# Werner Voigt (Maler, 1928)
Werner Voigt (* 16. April 1928 in Zwickau; † 3. November 2024) war ein deutscher Maler und Grafiker.

## Leben und Werk
Werner Voigt machte nach der Grundschule ab 1942 eine Ausbildung zum Elektriker und war danach im Arbeits- und Militärdienst. Nach der Rückkehr aus der Kriegsgefangenschaft arbeitete er als Landarbeiter und als Bergarbeiter im Steinkohlenwerk Karl Marx in Zwickau. Von 1950 bis 1953 war er in Zwickau Funktionär der IG Bergbau. Daneben besuchte er die Mal- und Zeichenschule bei Karl Michel.
Von 1953 bis 1959 studierte er bei Erich Fraaß und Rudolf Bergander Malerei an der Hochschule für Bildende Künste Dresden. Für seine Diplomarbeit schuf er das Tafelbild Neuer Anfang 1945. Noch während des Studiums hatte Voigt 1958 im Steinkohlebergwerk Karl Marx seine erste Einzelausstellung.

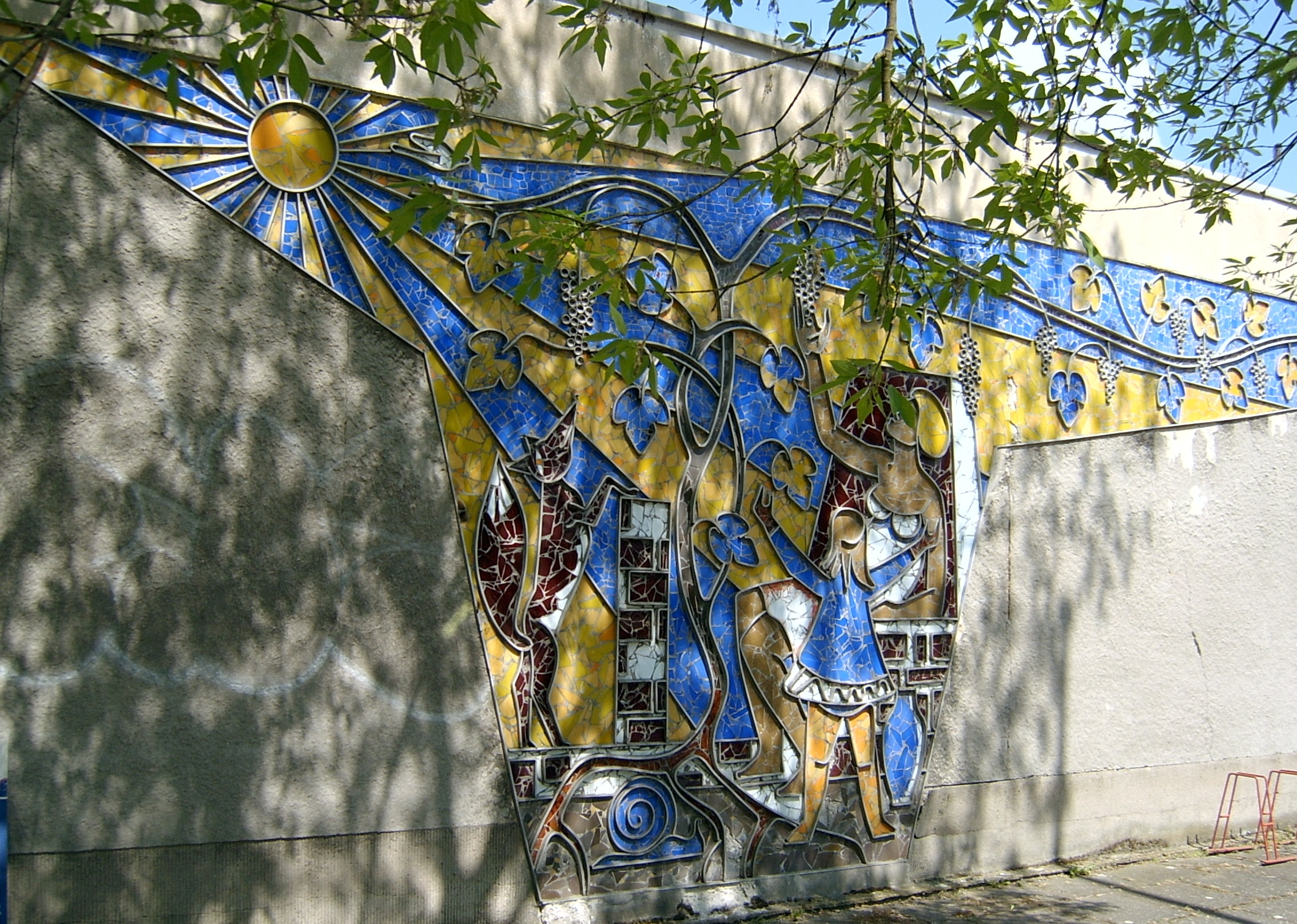
Glasmosaik Fuchs im Weinberg (2006)

Nach dem Abschluss des Studiums arbeitete Voigt als freiberuflicher Maler und Grafiker in Frankfurt (Oder). Entsprechend dem SED-Aufruf „Künstler in die Betriebe“ schlossen er und der Bildhauer Walter Kreisel (1929–2025) einen Freundschaftsvertrag mit dem Halbleiterwerk Frankfurt. Für eine monatliche Unterstützung von je 400 DDR-Mark bauten beide die künstlerische Betätigung für die Beschäftigten des Werkes auf und leiteten Mal- und Zeichenzirkel. Insbesondere für diese Tätigkeit erhielt Voigt die Kurt-Barthel-Medaille. Außerdem bekam er vom Bezirk und der Stadt Frankfurt Aufträge, u. a. 1967 für das Glasmosaik Fuchs im Weinberg (Frankfurt, Weinbergsweg) und 1982 für das Wandbild Lebensfreude, das nach der deutschen Wiedervereinigung abgerissen wurde.
Seit 1983 lebte und arbeitete Voigt mit seiner Frau, der Malerin Roswitha Voigt, am Kleinen Glubigsee in Wendisch Rietz. Von 1991 bis 1993 war er an der Spreeschule Beeskow angestellt. Er arbeitete dort mit geistig behinderten Kindern und Jugendlichen. Seitdem war er wieder als freischaffender Künstler tätig.
Außer Tafelbildern schuf Voigt insbesondere Kohlezeichnungen, von denen sich einige im Brandenburgischen Landesmuseum für moderne Kunst in Frankfurt/Oder befinden, und kleine Ton-Skulpturen.
Voigt war von 1960 bis 1990 Mitglied im Verband Bildender Künstler der DDR.

## Ehrungen
- 1981: Preis für künstlerisches Volksschaffen
- 1985: Heinrich von Kleist-Preis des Rates des Bezirks Frankfurt/Oder
- 1986: Kurt-Barthel-Medaille

## Werke (Auswahl)
- Neuer Anfang 1945 (Tafelbild)
- Der Schüler (Tafelbild, Öl; 1964)[3]
- Tröpfelbrunnen (Zierbrunnen; 1967; Frankfurt (Oder), Karl-Marx-Straße)
- Fuchs im Weinberg (Glasmosaik; 1967; Frankfurt (Oder), Weinbergsweg)
- Lebensfreude (Wandbild; 1982, abgerissen)

## Ausstellungen

### Personalausstellungen
- 2008: Beeskow, Burg
- 2009: Diensdorf-Radlow, Schulscheune („Sonne – Wasser – Lebenslust“)
- 2010: Eisenhüttenstadt

### Ausstellungsbeteiligungen
- 1964, 1969, 1976, 1979 und 1985: Frankfurt, Bezirkskunstausstellungen
- 1974: Frankfurt/Oder, Galerie Junge Kunst („Aquarell, Gouache, Tempera, Pastell“)